# Mecistocephalus satumensis
Mecistocephalus satumensis is een duizendpotensoort uit de familie van de Mecistocephalidae. De wetenschappelijke naam van de soort is voor het eerst geldig gepubliceerd in 1938 door Takakuwa.